# Yitha'amar Watar II.
Yitha'amar Watar II. (sabäisch yṯʿʾmr wtr Yiṯaʿʾamar Watar), Sohn und Nachfolger des Yada'il Dharih II., war ein König des altsüdarabischen Reiches Saba. Hermann von Wissmann setzte seine Regierungszeit um 407 v. Chr. an.
Yitha'amar Watar II. war der erste sabäische Herrscher, der nachweislich den Titel „König“ trug; seine Vorgänger hatten stattdessen den Titel Mukarrib geführt. Yitha'amar Watar ist nur durch eine von ihm gesetzte, an den Gott Haubas gerichtete Weiheinschrift aus ad-Dabir im südöstlichen Dschauf bekannt.